# België op het Eurovisiesongfestival 2025
België neemt deel aan het Eurovisiesongfestival 2025 in Bazel, in Zwitserland. Het is de 65ste deelname van het land aan het Eurovisiesongfestival. De VRT is verantwoordelijk voor de Belgische bijdrage voor de editie van 2025.

## Selectieprocedure

### Eurosong 2025
De selectie verloopt via Eurosong, een gelijkaardig concept als in 2023. In een eerste fase werd een rondvraag gedaan bij platenlabels en producers, over wie interesse had in het Songfestival. Op basis daarvan werd een longlist van een 80-tal gemaakt. Deze werd verwerkt tot een shortlist van 25 namen. In mei mochten de overgebleven artiesten met een nummer afkomen. Een uitgebreid panel van de VRT koos 12 namen voor een gesloten live-auditie in september. Een vierkoppige jury met o.a. Birgit Simal, het VRT-delegatiehoofd selecteerden 8 kandidaten. Op 14 november 2024 maakte de VRT de acht kandidaten bekend. Dit waren Jelle van Dael, Lenn Neefs, Grace, Mentissa, LEEZ, Le Manou, Red Sebastian en Stefanie Callebaut. Peter Van De Veire werd toen ook aangekondigd als presentator.
De winnaar werd gekozen door de kijkers en een vakjury (50%). 
De vakjury die feedback geeft tijdens de uitzending:
- Gustaph, Belgische Songfestivaldeelnemer van 2023
- Emmelie de Forest, Deense Songfestivalwinnares van 2013
- Bart Cannaerts, comedian en Songfestivalfan die in 2023 de vakjurypunten voorlas
- Merol, Nederlandse zangeres die zelf graag naar het Songfestival wil

De vakjury die backstage meestemt:
- Jasper Van Biesen (medeoprichter Songfestival.be en co-auteur 65 jaar België op het Songfestival)
- Els Germonpré (muziekcoördinator VRT 1)
- Leslie Cable (delegatieleider RTBF)
- Stephan Monsieur (voorzitter OGAE, officiële fanclub Songfestival)
- Nona Van Braeckel (Studio Brussel)
- Laura Govaerts (MNM)
- Kim Debrie (Radio2)
- Anja Daems (Radio2)
- Imane Boudadi (MNM)
- Indy van Cauwenbergh (choreograaf)
- André Vermeulen (journalist en songfestivalspecialist).

### Showcases
Op 18 en 25 januari werden de nummers van de artiesten voor het eerst voorgesteld. Naast hun eigen nummer brachten de artiesten ook telkens een cover van een bekend Songfestivalnummer. 

### Finale
De live finale vindt plaats in de EMG Studio's van Vilvoorde op 1 februari 2025 met 8 deelnemende nummers. Red Sebastian won uiteindelijk overtuigend met 423 punten. Bij de televoting won de zanger zelfs met 50% van de totale stemmen. 
|   | Artiest            | Lied                | Jury | Televoting | Totaal |
| - | ------------------ | ------------------- | ---- | ---------- | ------ |
| 1 | LEEZ               | Perfectly Imperfect | 72   | 72         | 144    |
| 2 | Le Manou           | Fille à papa        | 54   | 21         | 75     |
| 3 | Jelle van Dael     | Monster             | 68   | 47         | 115    |
| 4 | Mentissa           | Désolée             | 73   | 58         | 131    |
| 5 | Len Neefs          | Air Balloon         | 55   | 27         | 82     |
| 6 | Stefanie Callebaut | Gloria              | 70   | 41         | 111    |
| 7 | Red Sebastian      | Strobe Lights       | 132  | 291        | 423    |
| 8 | Grace              | Pull Up             | 61   | 28         | 89     |

## In Bazel
België trad aan in de eerste halve finale op 13 mei 2025. Red Sebastian zong na Noorwegen en voor Azerbeidzjan als 9de deelnemer. Hoewel het land volgens gokkantoren verzekerd was van een plaats bij de 10 finalisten, kreeg het onvoldoende stemmen om zich te plaatsen voor de finale. Het lied eindige 14de met 23 punten. San Marino gaf 12 punten aan België.

#### Punten gegeven door België
In het vet staat de winnaar van de (halve) finale. In de finale stemde ook een vakjury, deze bestond uit Noémie Wolfs, Billie Leyers, Xavier Taveirne, Hans Franken en Indy van Cauwenbergh.
| Score     | 1e halve finale |             | Finale      | Finale |
| Score     | Televoting      | Vakjury     | Televoting  |        |
| 12 punten | Nederland       | Oostenrijk  | Israël      |        |
| 10 punten | Polen           | Estland     | Polen       |        |
| 8 punten  | Zweden          | Zwitserland | Frankrijk   |        |
| 7 punten  | Albanië         | Letland     | Albanië     |        |
| 6 punten  | Oekraïne        | Zweden      | Griekenland |        |
| 5 punten  | IJsland         | Italië      | Nederland   |        |
| 4 punten  | Estland         | Finland     | Zweden      |        |
| 3 punten  | Portugal        | Nederland   | Oostenrijk  |        |
| 2 punten  | Noorwegen       | Polen       | Estland     |        |
| 1 punt    | San Marino      | Duitsland   | Italië      |        |

1956 · 1957 · 1958 · 1959 · 1960 · 1961 · 1962 · 1963 · 1964 · 1965 · 1966 · 1967 · 1968 · 1969 · 1970 · 1971 · 1972 · 1973 · 1974· 1975 · 1976 · 1977 · 1978 · 1979 · 1980 · 1981 · 1982 · 1983 · 1984 · 1985 · 1986 · 1987 · 1988 · 1989 · 1990 · 1991 · 1992 · 1993 · 1994 · 1995 · 1996 · 1997 · 1998 · 1999 · 2000 · 2001 · 2002 · 2003 · 2004 · 2005 · 2006 · 2007 · 2008 · 2009 · 2010 · 2011 · 2012 · 2013 · 2014 · 2015 · 2016 · 2017 · 2018 · 2019 · 2020 · 2021 · 2022 · 2023 · 2024 · 2025
Albanië · Armenië · Australië · Azerbeidzjan · België · Cyprus · Denemarken · Duitsland · Estland · Finland · Frankrijk · Georgië · Griekenland · Ierland · IJsland · Israël · Italië · Kroatië · Letland · Litouwen · Luxemburg · Malta · Montenegro · Nederland · Noorwegen · Oekraïne · Oostenrijk · Polen · Portugal · San Marino · Servië · Slovenië · Spanje · Tsjechië · Verenigd Koninkrijk · Zweden · Zwitserland